# Lista över världsrekord i friidrott satta 2018
Det här är en lista över världsrekord i friidrott satta 2018.

## Utomhus
| Idrottare                   | Land      | Gren                              | Rekord  | Tävling                                    | Plats    | Datum             | Gällde till            |
| --------------------------- | --------- | --------------------------------- | ------- | ------------------------------------------ | -------- | ----------------- | ---------------------- |
| Netsanet Gudeta Kebede      | Etiopien  | Halvmaraton kvinnor (omixat lopp) | 1:06.11 | IAAF World Half Marathon Championships     | Valencia | 24 mars 2018      | 5 september 2020       |
| Rui Liang                   | Kina      | 50 km gång kvinnor                | 4:04.36 | IAAF World Race Walking Team Championships | Taicang  | 5 maj 2018        | 9 mars 2019            |
| Nao Kazami                  | Japan     | 100 km män                        | 6:09.14 | Lake Saroma 100km                          | Kitami   | 24 juni 2018      | gäller 2022            |
| Beatrice Chepkoech          | Kenya     | 3 000 m hinder kvinnor            | 8.44,32 | Herculis                                   | Monaco   | 20 juli 2018      | gäller 2022            |
| Benard Kibet Lagat          | Kenya     | 5 km män                          | 13.30   | Grand Prix Praha                           | Prag     | 8 september 2018  | 17 februari 2019       |
| Caroline Chepkoech Kipkirui | Kenya     | 5 km kvinnor                      | 14.48   | Grand Prix Praha                           | Prag     | 8 september 2018  | 14 februari 2021       |
| Kevin Mayer                 | Frankrike | Tiokamp män                       | 9 126   | Décastar                                   | Talence  | 16 september 2018 | gäller 2022            |
| Eliud Kipchoge              | Kenya     | Maraton män                       | 2:01.39 | Berlin Marathon                            | Berlin   | 16 september 2018 | 25 september 2022      |
| Abraham Kiptum              | Kenya     | Halvmaraton män                   | 58.18   | Medio Maratón Valencia                     | Valencia | 28 oktober 2018   | Struket p.g.a. doping. |

Abraham Kiptums halvmaratonrekord godkändes först, men ströks senare på grund av dopingbrott.

## Inomhus
| Idrottare                                                            | Land  | Gren              | Rekord  | Tävling                                 | Plats       | Datum            | Gällde till     |
| -------------------------------------------------------------------- | ----- | ----------------- | ------- | --------------------------------------- | ----------- | ---------------- | --------------- |
| USA: Chrishuna Williams, Raevyn Rogers, Charlene Lipsey, Ajee Wilson | USA   | 4 x 800 m kvinnor | 8.05,89 | Millrose Games                          | New York    | 3 februari 2018  | gäller 2022     |
| Christian Coleman                                                    | USA   | 60 m män          | 6,34    | Amerikanska inomhusmästerskapen         | Albuquerque | 18 februari 2018 | gäller 2022     |
| USA: Joe McAsey, Chris Giesting, Kyle Merber, Jesse Garn             | USA   | 4 x 800 m män     | 7.11,30 | Boston University Last Chance Qualifier | Boston      | 25 februari 2018 | gäller 2022     |
| Polen: Karol Zalewski, Rafał Omelko, Łukasz Krawczuk, Jakub Krzewina | Polen | 4 x 400 m män     | 3.01,77 | Inomhus-VM                              | Birmingham  | 4 mars 2018      | 9 februari 2019 |

## U20-rekord
| Idrottare         | Land     | Gren               | Rekord   | Tävling                        | Plats        | Datum           | Gällde till     |
| ----------------- | -------- | ------------------ | -------- | ------------------------------ | ------------ | --------------- | --------------- |
| Armand Duplantis  | Sverige  | Stavhopp pojkar    | 5,92     | Clyde Littlefield Texas Relays | Austin       | 31 mars 2018    | 12 augusti 2018 |
| Sydney McLaughlin | USA      | 400 m häck flickor | 53,60    | National Relay Championships   | Fayetteville | 27 april 2018   | gäller 2022     |
| Damion Thomas     | Jamaica  | 110 m häck pojkar  | 12,99    | Jamaicanska juniormästerskapen | Kingston     | 23 juni 2018    | 20 augusti 2021 |
| Armand Duplantis  | Sverige  | Stavhopp pojkar    | 5,95     | Europamästerskapen             | Berlin       | 12 augusti 2018 | 12 augusti 2018 |
| Armand Duplantis  | Sverige  | Stavhopp pojkar    | 6,00     | Europamästerskapen             | Berlin       | 12 augusti 2018 | 12 augusti 2018 |
| Armand Duplantis  | Sverige  | Stavhopp pojkar    | 6,05     | Europamästerskapen             | Berlin       | 12 augusti 2018 | gäller 2022     |
| Selemon Barega    | Etiopien | 5 000 m pojkar     | 12.43,02 | Memorial van Damme             | Bryssel      | 31 augusti 2018 | gäller 2022     |

## U20-inomhusrekord
| Idrottare         | Land     | Gren            | Rekord | Tävling                      | Plats            | Datum            | Gällde till      |
| ----------------- | -------- | --------------- | ------ | ---------------------------- | ---------------- | ---------------- | ---------------- |
| Emmanouil Karalis | Grekland | Stavhopp pojkar | 5,78   | Grekiska inomhusmästerskapen | Pireus           | 11 februari 2018 | 25 februari 2018 |
| Armand Duplantis  | Sverige  | Stavhopp pojkar | 5,81   | All Star Perche              | Clermont Ferrand | 25 februari 2018 | 25 februari 2018 |
| Armand Duplantis  | Sverige  | Stavhopp pojkar | 5,88   | All Star Perche              | Clermont Ferrand | 25 februari 2018 | gäller 2022      |